# Сулейман Думбія
Сулейман Думбія (фр. Souleyman Doumbia, нар. 24 вересня 1996, Париж) — французький і івуарійський футболіст, захисник клубу «Стандард» (Льєж) і національної збірної Кот-д'Івуару. На умовах оренди грає за клуб MLS «Шарлотт».

## Клубна кар'єра
Народився 24 вересня 1996 року в місті Париж. Вихованець футбольної школи клубу «Парі Сен-Жермен». 2014 року почав грати за другу команду рідного клубу в Аматорському чемпіонаті Франції.
Влітку 2016 року перейшов до «Барі», з якого за півроку був відданий в оренду до «Віченци», але у жодній із цих італійських команд стати гравцем основного складу не зміг.
Влітку 2017 року перейшов до швейцарського «Грассгоппера», де півтора роки був стабільним гравцем «основи».
На початку 2019 року повернувся на батьківщину, уклавши контракт з «Ренном», за головну команду якого, утім, не заграв.
У січні 2020 року став гравцем «Анже».

## Виступи за збірні
2015 року залучався до складу молодіжної збірної Кот-д'Івуару. На молодіжному рівні зіграв у шести офіційних матчах.
2019 року дебютував в офіційних матчах у складі національної збірної Кот-д'Івуару.
У складі збірної був учасником Кубка африканських націй 2019 року в Єгипті, на якому одного разу виходив на поле на заміну наприкінці гри групового етапу.
| Дата       | Місто    | Господарі         | Результат | Гості        | Турнір                                   | Голи | Примітки |
| ---------- | -------- | ----------------- | --------- | ------------ | ---------------------------------------- | ---- | -------- |
| 14-6-2019  | Абу-Дабі | Кот-д'Івуар       | 0 – 1     | Уганда       | товариський матч                         | -    | 75'      |
| 23-6-2019  | Каїр     | Кот-д'Івуар       | 1 – 0     | ПАР          | Кубок африканських націй 2019 - 1-й етап | -    | 87'      |
| 6-9-2019   | Кан      | Кот-д'Івуар       | 1 – 2     | Бенін        | товариський матч                         | -    | 84'      |
| 10-9-2019  | Руан     | Туніс             | 1 – 2     | Кот-д'Івуар  | товариський матч                         | -    | 69'      |
| 27-9-2022  | Ам'єн    | Кот-д'Івуар       | 3 – 1     | Гвінея       | товариський матч                         | 1    | 74'      |
| 16-11-2022 | Марракеш | Кот-д'Івуар       | 4 – 0     | Бурунді      | товариський матч                         | -    | 68'      |
| 19-11-2022 | Марракеш | Кот-д'Івуар       | 1 – 2     | Буркіна-Фасо | товариський матч                         | -    | 78'      |
| 28-3-2023  | Іконі    | Коморські Острови | 0 – 2     | Кот-д'Івуар  | Відбір до Кубка африканських націй 2023  | -    | 88'      |
| Усього     |          | Матчів            | 8         |              | Голів                                    | 1    |          |